# Kanungu
Kanungu è una città di circa 15 056 abitanti dell'Uganda, situata nella Regione occidentale; è il capoluogo dell'omonimo distretto.
Il centro abitato è afflitto da numerosi problemi, che vanno dalla carenza di cestini per i rifiuti, alla carenza di bagni pubblici, alla scarsa qualità del sistema sanitario locale. Altre problematiche di Kanungu sono la mancanza di illuminazione artificiale delle strade e un forte inquinamento acustico.